# À l'abri des regards indiscrets
Pour plus de détails, voir Fiche technique et Distribution.
À l'abri des regards indiscrets est un court métrage français écrit et réalisé par Hugo Gélin et Ruben Alves, sorti en 2003.

## Fiche technique
Sauf indication contraire, les informations mentionnées dans cette section peuvent être confirmées par la base de données cinématographiques IMDb,  présente dans la section « Liens externes ».
- Titre original : À l'abri des regards Indiscrets
- Réalisation et scénario : Ruben Alves et Hugo Gélin
- Musique : Franck Sforza et DJ Sonic
- Costumes : Hadjira Ben Rahou
- Photographie : Myriam Vinocour
- Montage : Michael Zakine
- Production : Danièle Delorme
- Société de production : Les Productions de la Guéville
- Société de distribution : One + One
- Pays d'origine :  France
- Langue originale : français
- Format : couleur - son Dolby SR
- Genre : Comédie
- Durée : 22 minutes
- Année de sortie : 2003

## Distribution
- Jean Dujardin : Jean-Luc
- Isabelle Nanty : Marion
- Didier Bourdon : Antoine
- François Morel : Henri
- Zabou Breitman : Nathalie
- Alexandra Lamy : Laure
- Jean-Pierre Cassel : Bernard
- Cécile Cassel : la comédienne ratée
- Patrice Melennec : le chef de Jean-Luc
- François Levantal : le golden-boy
- Aurélien Wiik  : le playboy #2, le frimeur
- Daniel Gélin : Abdel-Robert
- Ruben Alves : Pierre-Cyril
- Nicolas Cohendy : le playboy #3, le moche
- Lorella Cravotta : la femme impatiente
- Joséphine Lebas-Joly : Clémentine
- Josiane Lévêque : la commère #1
- Dominique Marcas : la commère #2
- Daniel Russo : l’homme d'affaires
- Marie Vincent : la banquière

## Sélections
- Festival international du court métrage de Belo Horizonte 2003 (Brésil)
- Festival international du film d'amour de Mons 2003 (Belgique)